# 네트워크 레일
네트워크 레일(영어: Network Rail)은 그레이트브리튼섬의 대부분 철도 네트워크의 소유주이자 인프라 관리 기업이다. 2021년 5월, 영국 정부는 2023년에 네트워크 레일을 그레이트 브리티시 레일웨이스라는 새로운 공공 기관으로 교체하겠다는 계획을 발표했다.